# نبرد بازورث فیلد
نبرد بازوُرث فیلد (انگلیسی: Battle of Bosworth Field) آخرین نبرد قابل‌توجه از جنگ‌های خاندان‌های مشهور انگلستان موسوم به جنگ رزها بود. جنگی داخلی که میان خاندان یورک و خاندان لنکستر در انگلستان در قرن پانزدهم رخ داد و تمام انگلستان را فراگرفت. نبرد در تاریخ ۲۲ اوت ۱۴۸۵ آغاز گردید و سرانجام آن، پیروزی خاندان لنکستر به رهبری هنری تودور، ارل ریچموند بود. با کسب این پیروزی او اولین پادشاه انگلیسی از خاندان تودور شد و حریف وی ریچارد سوم، آخرین پادشاه از خاندان یورک نیز در نبرد کشته شد. مورخان نبرد بازورث فیلد را به عنوان نقطه‌ٔ پایان دودمان پلانتاژنه و به منزلهٔ یک لحظهٔ تعیین‌کننده در تاریخ ولز و انگلستان محسوب می‌کنند.
سلطنت ریچارد از سال ۱۴۸۳ آغاز گردید. بنا بر درخواست برادرش - ادوارد چهارم - ریچارد به عنوان نایب‌السلطنه (قیم) برای فرزندش ادوارد پنجم در نظر گرفته شده بود. با این احوال ریچارد در پارلمان اعلام کرد که ادوارد پنجم نامشروع و فاقد صلاحیت و شرایط لازم برای تاج و تخت است و این عنوان را برای خودش غصب کرد. ناپدید شدن ادوارد پنجم و برادر کوچک‌ترش که توسط ریچارد سوم در برج لندن محبوس بودند، به از بین رفتن محبوبیت ریچارد انجامید.
هنری، مورخان بسیاری را به خدمت گرفت تا سلطنت وی را به نحو مطلوبی به تصویر بکشند. از این نبرد همچنین تحت عنوان پایان قرون وسطی در انگلستان یاد می‌شود و با مضمون غلبهٔ خیر بر شر، دارای ویژگی برجسته در اوج نمایشنامهٔ ریچارد سوم اثر ویلیام شکسپیر است.

## نگارخانه